# ВМЗ-5298.01
ВМЗ-5298.01 — российский низкопольный троллейбус большой вместимости для внутригородских пассажирских перевозок, производившийся с 2000 по 2009 на Вологодском механическом заводе.

## Описание

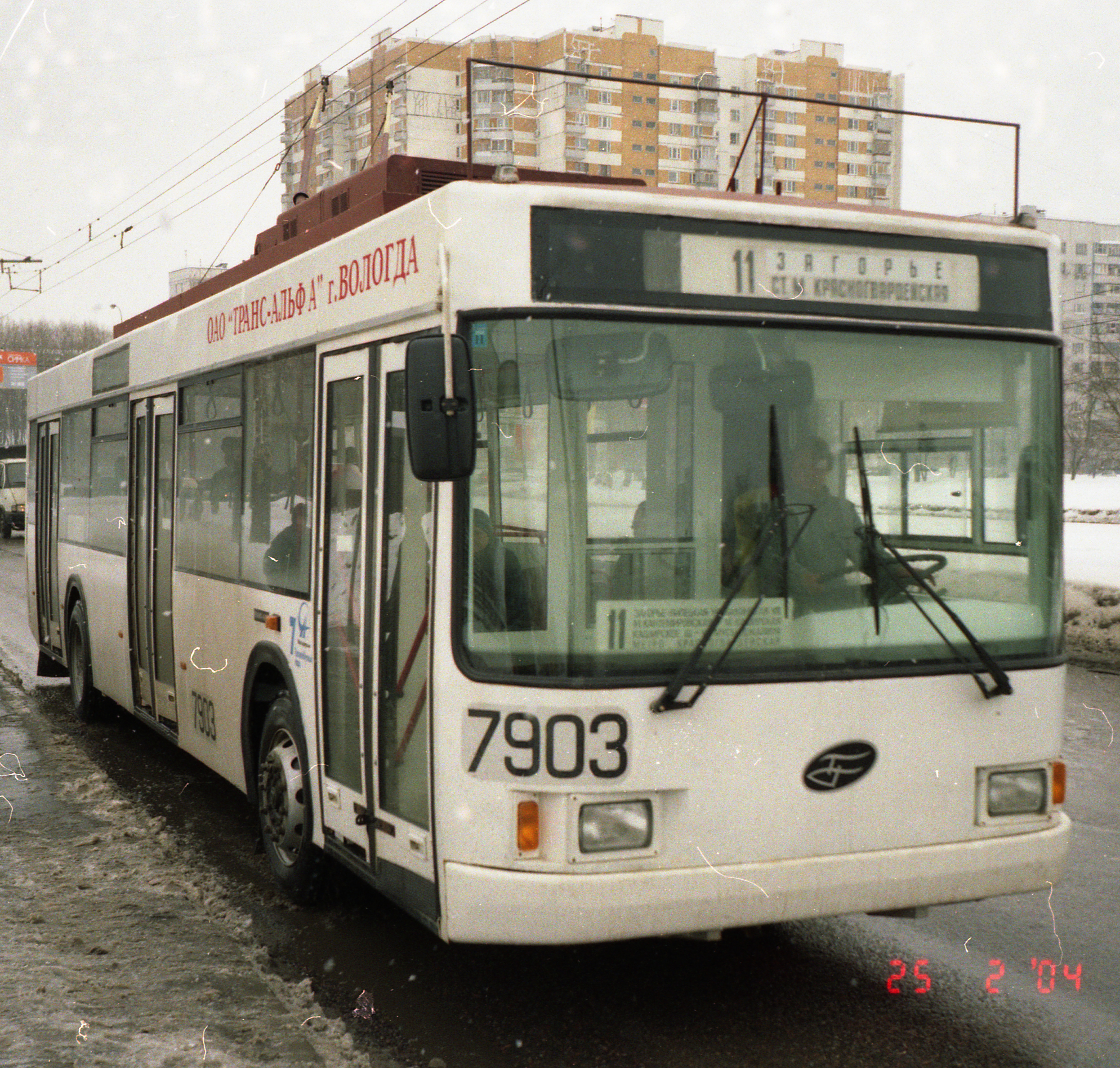
Машина постройки 2003 года

Двухосный низкопольный троллейбус, разработанный заводом в Вологде.
Низкий уровень пола позволяет увеличить среднюю скорость сообщения на маршруте до 30—50 % за счет сокращения простоя на остановках. Троллейбус имеет цельнонесущий сварной кузов обшитый стальным оцинкованным листом.
Современный комплект тягового электрооборудования, включающий преобразователь на IGBT-транзисторах, как с двигателем постоянного тока, так и с асинхронным двигателем. Высоковольтное оборудование расположено на крыше троллейбуса.
Все три двери троллейбуса — двустворчатые. Передняя дверь — с раздельным открыванием створок.
Современный дизайн салона и его повышенная освещенность. Для оформления салона использованы самые современные негорючие отделочные материалы. Для отопления салона использованы электрические калориферы общей мощностью 9 кВт.
Подвеска — пневматическая.
Устройство для въезда и выезда инвалидных колясок.
На основе этой модели разработан шарнирно-сочленённый троллейбус ВМЗ-62151.

## Модификации
- ВМЗ-5298.01 (ВМЗ-463)
- ВМЗ-5298.01 (ВМЗ-475, РКСУ)
- ВМЗ-5298.01-50 «Авангард»

## Эксплуатирующие города
Модели троллейбуса ВМЗ-5298.01 можно встретить во многих городах России: (по состоянию на 20.07.2023)
| Страна | Город           | Эксплуатирующая организация               | Модификация           | Количество                     |
| Россия | Мурманск        | АО «Электротранспорт»                     | ВМЗ-5298.01 (ВМЗ-463) | 1 единица (служебный)          |
| Россия | Рязань          | МУП «УРТ»                                 | ВМЗ-5298.01 (ВМЗ-463) | 12 единиц (Эксплуатируется 10) |
| Россия | Санкт-Петербург | ГУП «Горэлектротранс»                     | ВМЗ-5298.01 (ВМЗ-463) | 18 единиц                      |
| Россия | Орёл            | МУП «Трамвайно-Троллейбусное предприятие» | ВМЗ-5298.01 (ВМЗ-463) | 8 единиц                       |
| Россия | Ульяновск       | МУП «Ульяновскэлектротранс»               | ВМЗ-5298.01 (ВМЗ-463) | 3 единицы (не работают)        |
| Россия | Иваново         | МУП «ИПТ»                                 | ВМЗ-5298.01 (ВМЗ-463) | 1 единица (списана)            |